# Thoracochaeta arnaudi
Thoracochaeta arnaudi är en tvåvingeart som först beskrevs av Richards 1963.  Thoracochaeta arnaudi ingår i släktet Thoracochaeta och familjen hoppflugor. Inga underarter finns listade i Catalogue of Life.